# Alfred Gusenbauer
Alfred Gusenbauer (Sankt Pölten, 8 de febrero de 1960) es un político austriaco. Fue Canciller Federal de Austria entre el 11 de enero de 2007 y el 2 de diciembre de 2008.

## Biografía
Estudió ciencias políticas, filosofía y leyes en la Universidad de Viena, en la que obtuvo un doctorado en Ciencias Políticas. Desde sus tiempos de universitario se dedicó enteramente a la política, como miembro del Partido Socialdemócrata de Austria (SPÖ), siendo el líder de las Juventudes Socialistas entre 1984 y 1990, a la vez que vicepresidente de la IUSY (1985-1989) y de la Internacional Socialista (1989). En 1991 se convirtió en miembro del Bundesrat como diputado por el estado de Baja Austria, escaño desde el que empezó a convertirse en uno de los más destacados líderes de su partido.
En 2000 es elegido Secretario General del SPÖ y enfrenta sin mucho éxito las elecciones de 2002 que son ganadas por el Partido Popular de Austria (ÖVP). Pero en las elecciones de 2006 logra la mayoría relativa y luego de arduas negociaciones pacta una "Gran Coalición" con el ÖVP, convirtiéndose en Canciller Federal el 11 de enero de 2007.